# Henryk Wieniawski
Henryk Wieniawski (n. 10 iulie 1835, Lublin, Polonia Congresului – d. 31 martie 1880, Moscova, Imperiul Rus) a fost un compozitor și violonist polonez.

## Viața
Bunicul lui Wieniawski, Herszek Mejer, a fost bărbier-chirurg în cartierul evreiesc Wieniawa din Lublin. Tatăl, Wolf Helman (Tobias Rufe Pietruszka) și-a schimbat numele în Tadeusz Wieniawski, după numele cartierului în care locuia, pentru a se integra în mediul polonez. Înainte de a primi diploma de doctor, s-a convertit la creștinism. Din relația doctorului Wieniawski cu Regina, fiica doctorului evreu Józef Wolff din Varșovia (sora pianistului și compozitorului Edward Wolff), a venit pe lume un virtuoz violonist.
Casa Wieniawski era un veritabil salon în Lublin, fiind frecventat de artiști remarcabili care se întruneau aici pentru a lua parte la concerte, întâlniri literare și discuții. Acest lucru nu a influențat doar viitorul lui Henryk Wieniawski, ci și al celor doi frați ai săi. Cel mare, Julian, a devenit scriitor și publicist, iar mezinul, Józef, s-a dedicat carierei de pianist.
Primul profesor al lui Henryk a fost mama sa. Mai târziu a studiat cu Jan Hornziel, violonist la Marele Teatru din Varșovia și Stanisław Serwaczyńskiego, solist și șef de orchestra la Opera din Budapesta. În anul 1843, la vârsta de 8 ani, a plecat la Paris, unde a studiat sub îndrumarea lui Lambert-Joseph Massart la Conservatorul din Paris. A absolvit conservatorul în anul 1846, la 11 ani, cu premiul I și medalie de aur. După terminarea studiilor, l-a avut în continuare pe Massart ca profesor, încă 2 ani. La scurt timp, a concertat timp de 2 luni în Sankt Petersburg, țările baltice și Varșovia. În 1849, a fost acceptat din nou la Conservatorul din Paris, unde a început studii de compoziție, pe care le-a absolvit Magna Cum Laude un an mai târziu.
În 1850, a început să concerteze împreună cu fratele său Józef, mai întâi în toate orașele mari ale Imperiului Rus, apoi în multe țări europene, stârnind pretutindeni un entuziasm de nedescris. Colaborarea cu fratele său s-a încheiat în 1855. După multe alte succese, preia în 1860 locul de vioară întâi la curtea țarilor și, totodată, pe cel de solist la Societatea Muzicală Rusă. în același timp predă vioară la așa numitele „cursuri de muzică ale Societății”, transformate în 1862 în conservator. Aici, activitatea sa pedagogică fructuoasa, care a durat câțiva ani, a pus bazele școlii de vioara din Petersburg. Aceasta a fost dezvoltată de Leopold Auer într-o excelentă școală de vioară rusească. În fiecare an, timp de 3-4 luni, Wieniawski a concertat în diferite țări europene, în special în stațiuni faimoase.
Doisprezece ani mai târziu, în 1872, părăsește Rusia și pleacă împreună cu Anton Rubinstein într-un mare turneu de concerte în Statele Unite. Într-un interval de 8 luni, artiștii au susținut 215 concerte. Wieniawski a rămas în America până în 1874, concertând cu faimoasa soprană Paulina Lucca. În 1874, după ce s-a întors în Europa, a reluat munca pedagogică la Conservatorul din Burxelles, ca succesor al suferindului Henri Vieuxetemps, și a continuat-o până în septembrie 1877 (printre studenții lui s-a numărat și Eugène Ysaÿe). Ca urmare a agravării afecțiunii sale cardiace și a obezității exagerate, în ultimii ani de viață a concertat stând jos. A murit în Moscova și a fost îngropat în Varșovia. La ceremonia funerară au participat patruzeci de mii de persoane.
Din 1935, o dată la 5 ani (exceptând perioada ocupației), se desfășoară „Concursul Internațional de Vioară Henry Wieniawski”, destinat violoniștilor cu o vârstă mai mică de 30 de ani. Primul concurs a avut loc în Varșovia la inițiativa faimosului violonist Adam Wieniawski, nepotul compozitorului. Al doilea concurs a avut loc abia în 1952 la Poznań, unde încă se mai desfășoară ediții ale acestuia.

## Muzica

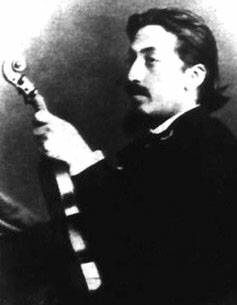

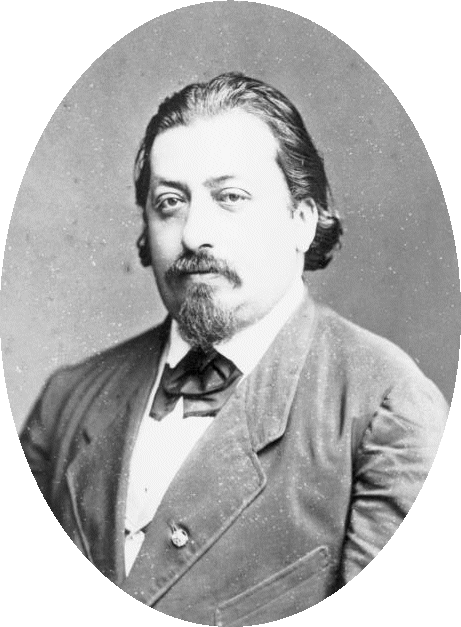

Wieniawski nu a fost apreciat doar ca violonist ce dispunea de o tehnică fenomenală, ci și ca mare interpret, fiind deseori descris ca „poet al viorii”. A fost ultimul violonist virtuoz care a intrat în istoria muzicii și în calitate de compozitor. Lucrările sale sunt scrise atât în caracter tehnic, cât și liric. A început să compună de la o vârstă fragedă, fiind un „copil minune”.
Mulțumită lui Wieniawski, poloneza a pătruns în repertoriul european pentru vioară. Dintre polonezele pe care le-a compus, două au un loc constant în repertoriile universale: „Poloneza în Re major op.4” și „Poloneza în La major op.21.” Wieniawski a prelucrat de asemenea mazurci, dintre care două au devenit populare. Au fost publicate în op. 19 sub denumirea de „mazurci caracteristice”: „Oberte spontane” și „Dudziarz” (ro. Cimpoierul), în care sunt redate fidel cuvintele caracteristice cimpoiului. Multe miniaturi, compuse în special la începutul anilor cincizeci, au fost însă doar lucrări tipice, cu un caracter sentimental sau spectaculos, deseori folosind ritmuri de dans popular.
De cea mai mare popularitate a beneficiat „Concertul de vioară în re minor op. 22”. Exceptând concertele lui Paganini, acesta este cel mai des înregistrat și interpretat concert de vioara compus de un violonist virtuoz până în prezent. A găsit inspirația pentru a compune „Concertul în re minor” în iarna anului 1855, însă a pus-o în practică abia după 7 ani. „Concertul de vioară în fa diez minor”, pe care l-a compus la vârsta de 18 ani, este mai puțin popular. Concertul în fa diez minor stârnea entuziasmul ascultătorului pe moment, pe când Concertul în re minor necesita un timp mai îndelungat pentru a fi recunoscut.
Printre lucrările de o virtuozitate tipică, cele mai des interpretate în prezent sunt „Scherzo-Tarantela”  precum și variațiunile și fanteziile pe teme străine, universal cunoscute. Din această serie de compoziții, de cea mai mare popularitate a beneficiat „[Fantezia Faust]”, compusă cu șase ani după premiera operei „[Charles Gounoda]”. Mulți violoniști s-au inspirat din melodiile operei Faust (cum ar fi Vieuxtemps, Alard, Saraste), însă acestea se găsesc în primul rând în lucrările lui Wieniawski. Lirismul creației lui Wieniawski este bine redat în „Legenda”, lucrare interpretată mai des în versiunea pentru pian decât în versiunea originală pentru vioară și orchestră,  compusă ca dovadă a dragostei pentru Izabela Hampton, care ulterior îi va deveni soție.

## Opere

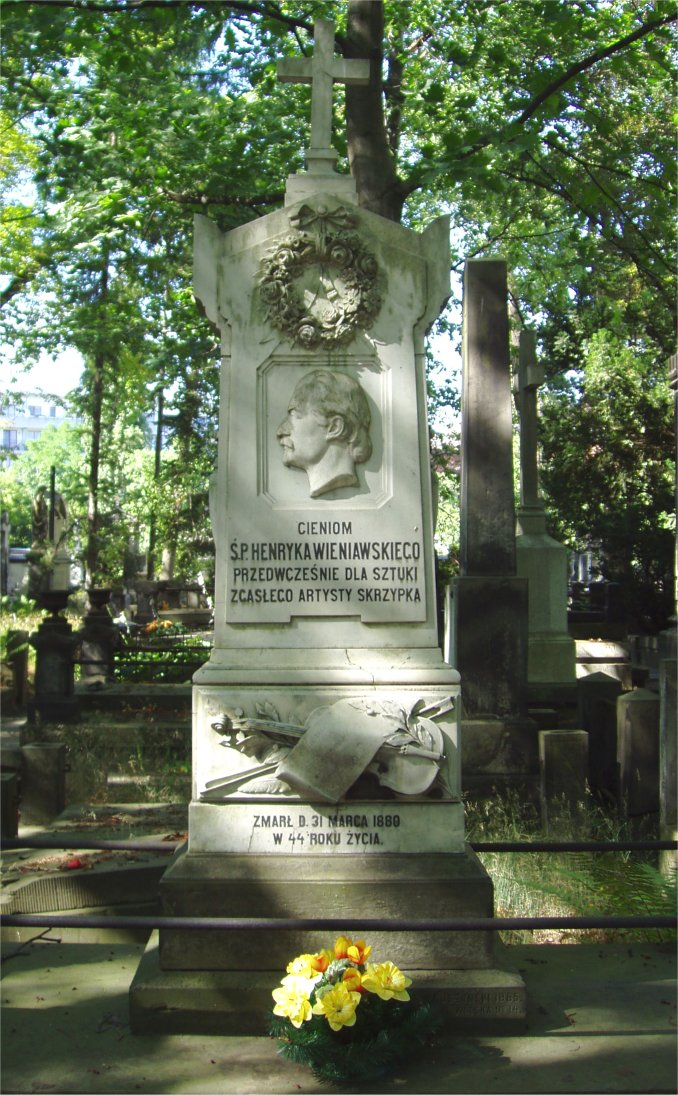
Mormântul compozitorului în Cimitirul Powązkowski din Varșovia

- Grand caprice fantastique sur un theme original op. 1 (1847)
- Variațiuni pe tema unei proprii mazurci (cca. 1847)
- Aria cu variațiuni în Mi Major (înainte de 1848)
- Fantezie și variațiuni în Mi Major (1848)
- Nocturne pour violon seul (1848)
- Romance (cca. 1848)
- Rondo alla polacca în mi minor (1848)
- Allegro de sonate, presto pour violon et piano concertant op. 2 (1848?) (compus împreuna cu fratele său, Józef Wieniawski)
- Duo concertant pe tema operei Lucia di Lammermoor de Gaetano Donizetti (cca. 1850)
- Duo concertant pe tema imnului rusesc "A Lwowa" (cca. 1850)
- Duo concertant pe tema unei melodii populare rusești (cca. 1850)
- Fantezie pe o tema din Prorok de Giacomo Meyerbeer (cca. 1850)
- Mazur wiejski(ok. 1850)
- Fantezie pe o tema din opera "Ryszard Lwie Serce" de Gretry (cca. 1851)
- Duet na tematy finlandzkich pieśni (ok. 1851)
- Două mazurci (1851)
- Marsz (1851)
- Variațiuni pe tema imnului rusesc (cca. 1851)
- Variațiuni pe tema Jechał Kozak zza Dunaju (cca. 1851)
- Prémière Polonaise de concert D-dur op. 4 (cca. 1852)
- Adagio elegiaque A-dur op. 5 (cca. 1852)
- Souvenir de Moscou, deux romances russes op. 6 (cca. 1852)
- Caprice-valse E-dur op. 7 (1852)
- Grand duo polonais pour violon et piano concetrant op. 8 (ok. 1852) (compus împreună cu fratele său Józef Wieniawski
- Romance sans paroles et rondeau élégant op. 9 (cca. 1852)
- Prémier grand concerto fis-moll op. 14 (1852)
- Le carnaval Russe, improvisations et variations humoresques op. 11 (ok. 1853)
- Deux mazourkas de salon: La champêtre (Sielanka, 1850?) et Chanson polonaise (Pieśń polska) op. 12 (1853)
- Fantaisie pastorale op. 13 (cca. 1853)
- Kujawiak a-moll(1853)
- Variațiuni pe tema imnului austriac (1853)
- Souvenir de Posen, mazurek d-moll op. 3 (1854)
- L'école moderne. Études-caprices pour le violon seul op. 10 (1854)
- Thème original varièe (variațiuni în La Major) op.15 (1854)
- Rozumiem, lucrare pentru pian și voce (1854)
- Souvenir de Lublin, polka concertantă (cca. 1855)
- Fantezie pe o tema din opera La Sonnambula Giovanni Bellini (cca. 1855)
- Scherzo-tarantelle în sol minor op. 16 (1855)
- Legenda op. 17 (ok. 1860)
- Deux mazourkas characteristiques:Obertass(Obertas G-dur) et Le menetrier (Dudziarz) op. 19 (1860?)
- Études-caprices pentru două viori op. 18 (1862)
- Fantaisie orientalle a-moll op. 24 (1862?)
- Fantaisie brillante sur Faust opera de Charles Gounod op.20 (cca. 1865)
- Polonaise brillante A-dur op. 21 (cca. 1870)
- Amintire din San Francisco (cca. 1874)
- Deuxième grand concerto d-moll op. 22
- Gigue e-moll op. 23
- Kujawiak în Do Major
- Polonaise triomphale
- Rêverie fis-moll na altówkę i fortepian
- Dudziarz (mazurek charakterystyczny)